# Автовокзал (станция метро)
«Автовокзал» (азерб. Avtovağzal) —  станция третьей (Фиолетовой) линии Бакинского метрополитена. Открытие состоялось 19 апреля 2016 года в составе первого участка третьей линии «Автовокзал» — «Мемар Аджеми-2». Станция находится у автовокзального комплекса на въезде в город Баку.

## Характеристика
Проект станции «Автовокзал» появился ещё в 80-е годы, к строительным работам планировалось приступить в начале 90-х, однако, но в связи с распадом СССР, войны в Карабахе и политической нестабильности планы по станции были заморожены. Вновь о станции зашла речь в 2007 году, когда на церемонии открытия станции «Насими» президент Азербайджана Ильхам Алиев заявил о необходимости строительства линии метро в направлении Международного Автовокзала. Станция открылась для общего пользования 19 апреля 2016 года.
Станция расположена в северо-западной части города вдоль Сумгаитского шоссе, вблизи Бакинского международного автовокзала — одного из крупных транспортных узлов страны.
Два подземных вестибюля расположены на Сумгаитском шоссе у Бакинского международного автовокзала. Их с поверхностью связывают два лифта и два узкобаллюстрадных эскалатора. Также на выходах установлены траволаторы.
Станция «Автовокзал» — односводчатая станция мелкого заложения. Длина платформы — 144 метра (это расстояние равно 7-вагонному составу), общая длина станционного комплекса — 560 метров.
С вестибюлем станцию связывают 2 наклонных хода, в каждом расположено по 3 эскалатора, а также два лифта.
При подъезде к станции в вагонах звучит фрагмент симфонической версии мугама «Аразбары», написанная Узеиром Гаджибековым в 1908 году

## Путевое развитие
За станцией находится  6-стрелочный оборотный тупик, который используется для оборота, а также для технического осмотра поездов.